# 蔡英文政府
蔡英文政府（通稱蔡政府）是指2016年5月20日至2024年5月20日，蔡英文擔任第14任及第15任中華民國總統期間所領導的中華民國政府。蔡英文與陳建仁於2016年總統選舉中以689萬票勝出，實現臺灣民主化以來的第三次政黨輪替；2020年總統選舉蔡英文再與賴清德搭檔以817萬票成功連任，創下中華民國歷屆總統直選最高得票紀錄。
蔡英文政府任內共歷經四個內閣，依序為林全內閣、賴清德內閣、第二次蘇貞昌內閣與陳建仁內閣，其中林全為中華民國政府遷台後第二位無黨籍閣揆。民主進步黨（下稱「民進黨」）在2016年立法委員選舉及2020年立法委員選舉中成為國會多數黨並單獨擁有過半席次，是民進黨首次以多數黨的身份「完全執政」，也是自1947年行憲後首個中國國民黨以外多數執政的政黨；此外，蔡政府亦是中華民國首個由女性領導的政府。

## 政府人事

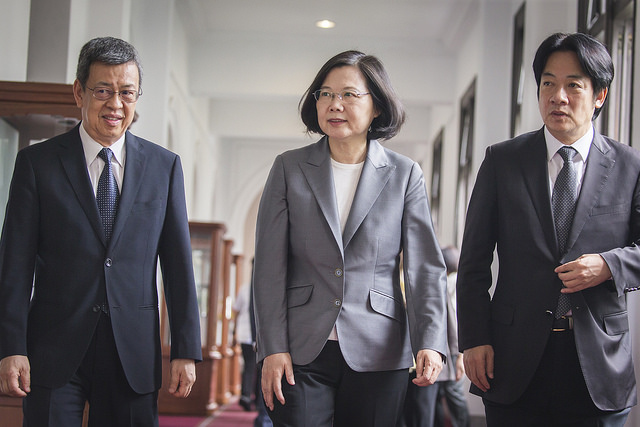
蔡英文總統與其任內的兩位副總統陳建仁（左）、賴清德（右）合影

### 副總統
|      |      |        |               |               |            |  |  |
| 次序 | 肖像 | 姓名   | 任職期間      | 任職期間      | 所屬政黨   |  |  |
| 次序 | 肖像 | 姓名   | 到任時間      | 卸任時間      | 所屬政黨   |  |  |
| 1    |      | 陳建仁 | 2016年5月20日 | 2020年5月20日 | 無黨籍     |  |  |
| 2    |      | 賴清德 | 2020年5月20日 | 2024年5月20日 | 民主進步黨 |  |  |

### 內閣
|           |          |          |            |               |               |          |                                            |
| 內閣 次序 | 閣揆肖像 | 閣揆姓名 | 所屬政黨   | 存續期間      | 存續期間      | 存續期間 | 備註                                       |
| 內閣 次序 | 閣揆肖像 | 閣揆姓名 | 所屬政黨   | 到任時間      | 卸任時間      | 任期時間 | 備註                                       |
| 1         |          | 林全     | 無黨籍     | 2016年5月20日 | 2017年9月8日  | 1年111天 | 僅閣揆為無黨籍，其餘閣員仍以民進黨籍為主。 |
| 2         |          | 賴清德   | 民主進步黨 | 2017年9月8日  | 2019年1月14日 | 1年128天 | 因地方選舉結果執政黨大敗而請辭。           |
| 3         |          | 蘇貞昌   | 民主進步黨 | 2019年1月14日 | 2023年1月31日 | 4年17天  | 因地方選舉結果執政黨大敗而請辭。           |
| 4         |          | 陳建仁   | 民主進步黨 | 2023年1月31日 | 2024年5月20日 | 1年110天 | 依憲政慣例總辭，與總統同進退。             |

### 交接前總統直屬單位
|                |                |        |            |
| 職銜           | 職銜           | 姓名   | 所屬政黨   |
| 總統府秘書長   | 總統府秘書長   | 林佳龍 | 民主進步黨 |
| 總統府副秘書長 | 特任           | 黃重諺 | 民主進步黨 |
| 總統府副秘書長 | 政務           | 張惇涵 | 民主進步黨 |
| 國家安全會議   | 秘書長         | 顧立雄 | 民主進步黨 |
| 國家安全會議   | 副秘書長       | 陳文政 | 民主進步黨 |
| 國家安全會議   | 副秘書長       | 徐斯儉 | 無黨籍     |
| 國家安全會議   | 副秘書長       | 劉得金 | 無黨籍     |
| 國家安全會議   | 諮詢委員       | 嚴德發 | 無黨籍     |
| 國家安全會議   | 諮詢委員       | 傅棟成 | 無黨籍     |
| 國家安全會議   | 諮詢委員       | 李漢銘 | 無黨籍     |
| 國家安全會議   | 諮詢委員       | 陳俊麟 | 民主進步黨 |
| 國家安全局局長 | 國家安全局局長 | 蔡明彥 | 無黨籍     |
| 總統府侍衛長   | 總統府侍衛長   | 李慶然 | 無黨籍     |
| 總統辦公室主任 | 總統辦公室主任 | 朱財慶 | 無黨籍     |
| 總統府發言人   | 總統府發言人   | 高遵   | 無黨籍     |
| 總統府發言人   | 總統府發言人   | 林聿禪 | 民主進步黨 |
| 國史館館長     | 國史館館長     | 陳儀深 | 民主進步黨 |

## 內政

### 性別政策

#### 婚姻平權

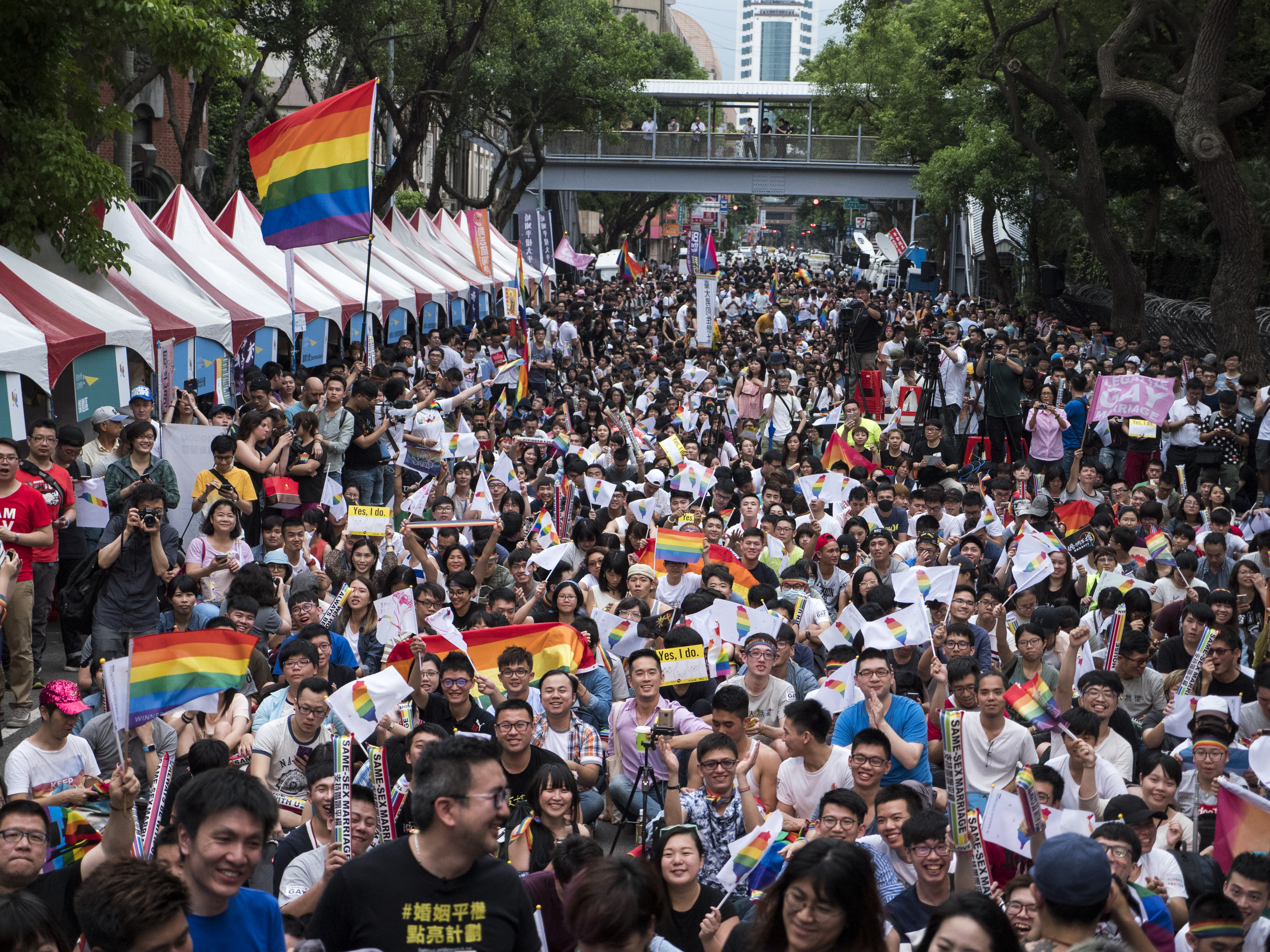
2017年5月24日，司法院公布《釋字第748號解釋》，支持群眾在場外舉辦「點亮台灣亞洲燈塔」活動

2016年民進黨立委尤美女與國民黨立委許毓仁等人提出《民法》修正草案，將第972條「婚約，應由男女當事人自行訂定」修正為「婚約，應由雙方當事人自行訂定」，首次經跨黨派連署通過，卻在委員會審查時遭到反對群眾發動抗議，部分反對立委並因此要求廣泛召開公聽會，導致法案審查進度延宕。2017年5月，司法院大法官作成釋字第748號解釋，宣告《民法》未納入同性婚姻違憲，限期2年完成相關立法；期間雖然遭遇反對團體試圖以公民投票推翻釋憲結果，惟經中央選舉委員會要求補正後，於2018年底通過以制定專法之形式保障同性婚姻的公投案。2019年初，行政院依公投結果提出《司法院釋字第七四八號解釋施行法》草案送交立法院審議，最終在執政黨若干委員缺席投票、持反對立場的在野黨部分委員跑票支持下，仍以66票同意對上27票反對通過了同婚專法，至此臺灣成為全亚洲第一個承認同性婚姻的國家。

#### 性別平等
針對性少數權利，衛生福利部於2018年發函公告禁止實施扭轉性取向之「治療」行為，首任閣揆林全也在組閣時邀請具有跨性別身分的黑客天才唐鳳出任政務委員，成為中華民國歷史上第一位跨性別閣員。至於性別平等方面，第九屆及第十屆立法院女性委員佔比達到史上最高，居亚洲之冠；然而內閣的人事佈局卻有相當反差，林全內閣與第二次蘇貞昌內閣性別比均創新低，女性閣員甚至一度只佔全體42人中的2人，遭批評忽視女性專業，行政院性別平等會委員更公開表達失望，一度傳出集體醞釀請辭。

### 族群政策

#### 原住民權利

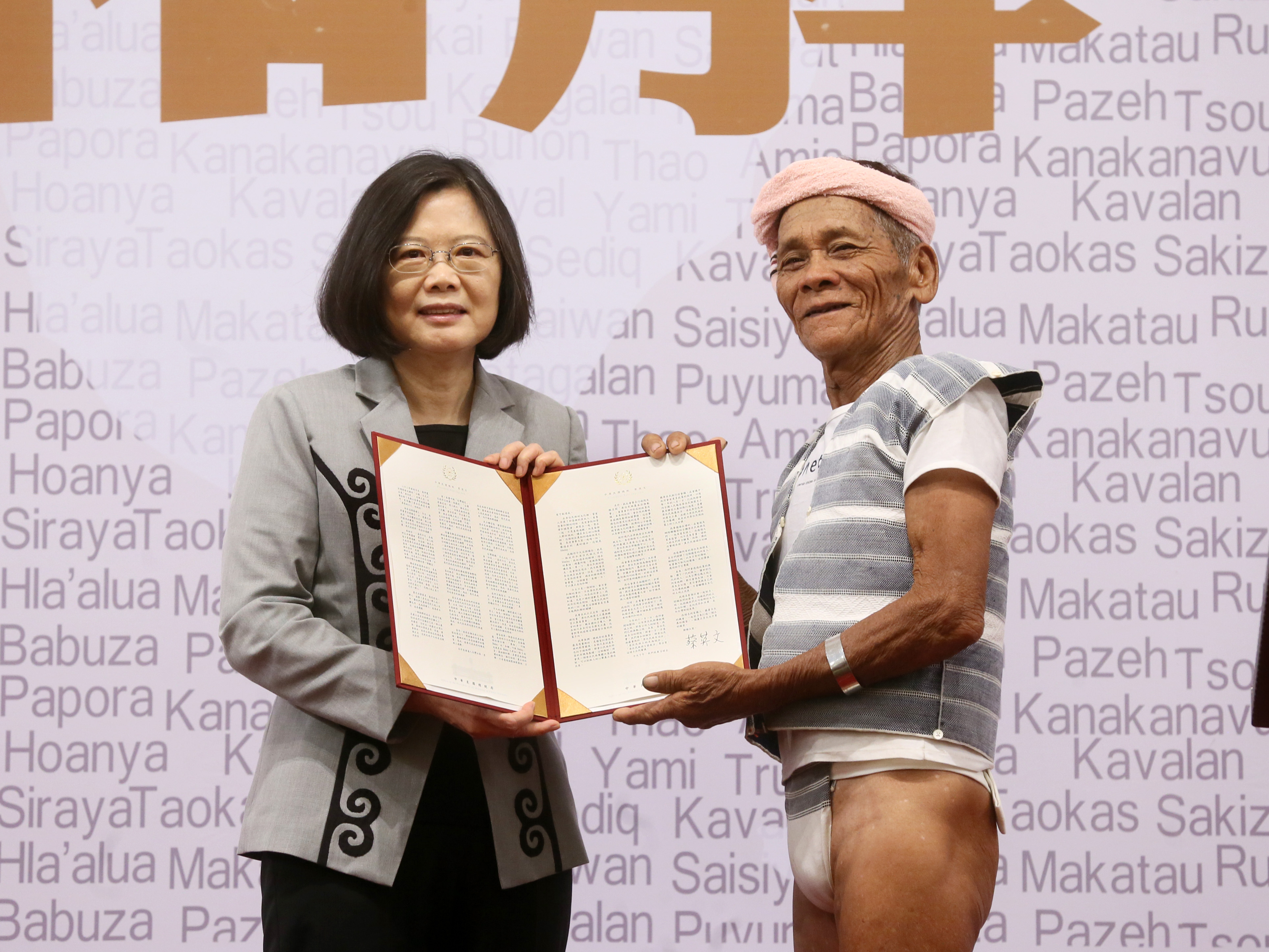
蔡英文向達悟族代表夏本·嘎那恩（Capen Nganaen）致贈道歉文稿

2016年8月總統蔡英文以國家元首的身份，首度代表政府對於過去400年來各個政權對原住民族造成的壓迫與痛苦道歉，並宣布啟動「原住民族轉型正義」工程，成立「總統府原住民族歷史正義與轉型正義委員會」（簡稱「原轉會」），宣示挖掘歷史真相並檢討改善歧視性政策和法律。不過，其任內原轉會並未提出任何具體的政策或修法建議。
至於長期以來面臨爭議的原住民狩獵問題，在大法官作成釋字第803號解釋肯認原住民文化權為受《憲法》保障的基本權後，總統府旋即宣佈特赦因狩獵違反《槍砲彈藥刀械管制條例》遭判刑的布農族原住民王光祿。

#### 兒少權利
為落實保障兒童與青少年權益，總統蔡英文於2017年簽署《兒童權利公約》；但由於多邊条约的批准書必需交由联合国秘书处存放，考量联合国先前已有援引聯大第2758號決議退回的前例，因此由主管機關報請總統逕行公布。

### 人權政策

#### 人權事務
2019年立法院通過修法，於監察院下設「國家人權委員會」取代任務編組性質的總統府人權諮詢委員會，建立起常態化的人权監督機制；至於人權教育方面，國家人權博物館於2018年正式成立，自2019年起開辦「綠島人權藝術季」，結合音樂、文化、歷史與人權領域共享盛宴。

#### 轉型正義

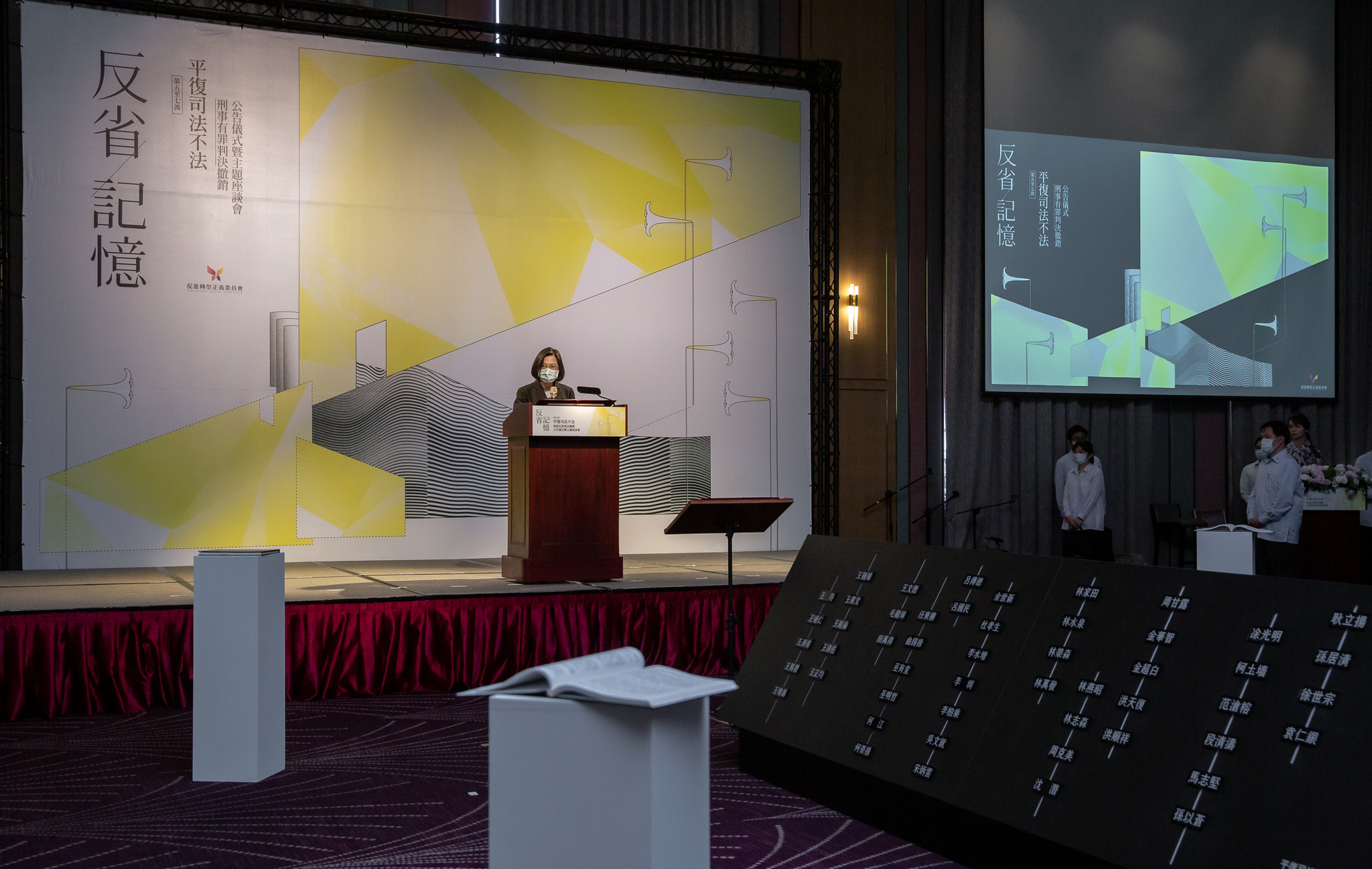
總統蔡英文出席第五～七波戒嚴時期有罪判決撤銷儀式

面對中斷8年的轉型正義工程，立法院在執政的民主進步黨主導下通過《促進轉型正義條例》，於2018年～2022年間成立「促進轉型正義委員會」（簡稱「促轉會」），作為推動轉型正義的任務編組機關，主導以下事項：
- 追討黨產：針對中國國民黨在威權統治時期透過黨國體制取得的不當黨產，立法院於2016年通過《政黨及其附隨組織不當取得財產處理條例》，由行政院成立「不當黨產處理委員會」清查國民黨及其附隨組織的黨產流向，將違法取得的財產歸還予國家；並透過開設「政黨不動產查詢系統」[10]，供民眾查詢黨產資訊與追繳進度。
- 平復不法：促轉會運作期間總共公告撤銷了10波的政治受難者有罪判決，總統蔡英文並在撤銷儀式上代表中華民國政府向受難者及其家屬道歉[11]，平反戒嚴時期被以國家不法造成的司法名譽侵害。
- 反省紀念：為了紀念爭取民主的先烈，行政院於2016年將鄭南榕自焚之日訂為「言論自由日」；國家人權博物館也將全國36處不義遺址進行整理，並架設「不義遺址資料庫」推動人權教育[12]。
- 真相挖掘：鑒於「真相公開」屢遭情治單位阻擋，2019年立法院通過《政治檔案條例》，陸續將威權時期的政治檔案予以解密公開，整建可搜尋受害者、加害者和線民的「轉型正義資料庫」供民眾閱覽查詢[13]。
- 清除威權：面對228事件及白色恐怖受難者長期訴求的清除威權象徵，促轉會盤點全國各地的蔣介石銅像，由民進黨執政的地方政府率先拆除，內政部也給予處置補助經費[14]。至於由文化部管理的中正紀念堂，促轉會則於2021年公佈「中正紀念堂園區轉型方案」，建議移除堂體內銅像並改建為「反省威權歷史公園」[15]；惟至任期結束前，相關規劃均僅停留在討論階段，並未付諸實施。

### 憲政改革

#### 18歲公民權
民進黨於競選期間提出「18歲公民權」的憲改政見，立法院首先由執政黨推動通過修法，將成年年齡由20歲下修至18歲，順應世界趨勢；總統蔡英文也於第二任期伊始宣布啟動修憲工程，立院經跨黨派共識成立修憲委員會，並於2022年以109：0無異議通過下修投票年齡至18歲的憲法修正案；然而該修憲案卻因複決票數未達門檻，最終未能過關。

#### 政黨法制化
過去中華民國政黨僅受到《人民團體法》的規範，該法將政黨、政治團體與人民團體適用相同規定，並未涉及政黨政治運作的相關規範。2017年立法院通過《政黨法》，要求所有政黨申報財產，並限制必須在一定期間內參與選舉，否則將廢止備案；另外也新增「排黑條款」，規定有贪污或組織犯罪之前科者不得擔任政黨負責人。

#### 政府再造
由前朝提出的組織精簡計劃，蔡政府上任後變更部分內容並持續執行，任內共完成以下調整：
- 裁撤蒙藏委員會，業務併入文化部、外交部與大陸委員會
- 裁撤臺灣省政府、臺灣省諮議會與福建省政府，分別改制為中興新村活化專案辦公室、立法院議政博物館展館與「行政院金馬聯合服務中心」
- 設立「海洋委員會」，行政院海岸巡防署改隸海委會並更名「海洋委員會海巡署」
- 行政院飛航安全調查委員會改制為「國家運輸安全調查委員會」
- 科技部改組為「國家科學及技術委員會」
- 行政院資通安全處與其他機關資訊業務單位整併成立「數位發展部」
- 行政院農業委員會升格為「農業部」
- 行政院環境保護署升格為「環境部」
- 行政院原子能委員會改組為「核能安全委員會」

#### 選務改革
蔡政府執政後為回應「打破鳥籠公投」與「降低罢免門檻」訴求，立法院在執政黨的主導下通過將公民投票年齡下修至18歲，並廢除公民投票審議委員會；同時刪除《公職人員選舉罷免法》中禁止宣傳罷免案的規定，並降低罷免成案門檻至選區總選舉人的0.2%連署、通過門檻降低為同意票需超過選區總選舉人數的25%。然而，修法後的選罷新制也叢生新的問題，2018年地方選舉與全國性公投合併辦理造成邊開票、邊投票的亂象；立院遂於隔年再度修法，將公投與大選分別辦理。此外，降低罷免門檻也導致使地方層級的罷免案激增；甚至在高雄市長韓國瑜罷免案通過後，在野黨陣營發起了一連串的「報復性罷免」提案，一度使社會對立加劇。

### 民生政策

#### 生育政策
臺灣的生育率連年蟬聯全球最低，總統蔡英文將少子化定位為「國安問題」。為解決日趨嚴重的少子化危機，行政院推出「0-6歲國家一起養」的政策，自2022年起每位幼童將按月發放新臺幣5,000元的育兒津貼；另外也擴大不孕症的治療補助，以及育嬰留職停薪津貼從給付6成薪資提高至8成薪資、產檢假和陪產檢假皆提高至7天等措施，大幅拉高政策預算佔整體社会福利支出的比重。

#### 長照政策
因應台灣即將邁入超高齡化社會，行政院於2016年核定實施「十年長照計畫2.0」方案，提供家庭、居家、社區到住宿式照顧的多元連續服務，並建立以社區為基礎之服務體系，以解決人口老化所衍生的長期照護問題。

#### 治安政策
為解決近年來社會上不斷出現的跟蹤騷擾現象，導致被害人身心俱疲、現有法律卻無法對加害人有效嚇阻，行政院於2021年提出《跟蹤騷擾防制法》草案並獲立法院三讀通過，針對與性或性別有關之盯哨、跟監、網路騷擾、不當追求及妨害名譽等使被害者心生畏怖，而足以影響其日常生活的行為加以處罰並導入保護令核發機制與預防性羈押制度，落實對被害人的保護。

#### 住房政策
由於近十年來臺灣各地房價不斷飆升，年輕世代普遍面臨房價過高、無法負擔房貸的情形，連帶使得租屋市場也的租金行情也不斷攀升。為了解決青年的住房問題，內政部自2022年起啟動「300億元租屋補貼專案」，讓在外地就學、工作的18歲以上青年能申請一定額度的租金補助，並交由各縣市政府訂定辦法執行。

## 經濟

### 經濟概況
2020年起由於COVID-19疫情肆虐，全球經濟普遍呈現負成長；然而台灣因為防疫得當，整體經濟逆勢成長，2021年全年經濟成長率為4.5%，遠遠領先全球平均值，也首度超越中国大陆。根據行政院主計總處公佈的數據，台灣的人均國民所得自其上任時（2016年）的23,071美元，於2021年突破3萬美元後，至其卸任時（2024年）大幅成長至33,983美元；並在睽違二十年後，於2022年再度反超南韓。
另外，瑞士洛桑管理學院發佈的年度世界競爭力年報，臺灣也於2023年躋身世界排名第6，高于美国和德国，在亚太地区的排名僅落後新加坡。

### 新南向政策
為擺脫台灣對北京的高度貿易依賴，蔡英文上任後成立「總統府新南向政策辦公室」，針對东南亚、南亚及大洋洲共計18個重點國家實施試辦免簽證措施、擴大海外招生與鼓勵投資等政策，除了分散風險的考量外，更欲與新南向國家建立起科技、教育、文化等各方面更深入的交流。新南向政策成功使對中貿易依存度降至十年來的新低，台商在中國經濟下行的大環境下也紛紛轉往東南亞、印度等市場，連帶台企對外投資新南向國家佔比也首度超越中國大陸。
而在觀光旅遊方面，自新南向政策施行以來，期間雖碰到COVID-19疫情，但赴台境外遊客占比明顯產生變化，原先由中国大陆佔最大宗的態勢由日本、韓國、美国等國旅客取代，並且東南亞國家旅客有逐年成長的趨勢，特別是马来西亚和新加坡觀光人次已於2024年第一季度超越疫情前的水準，預估將使臺灣的觀光產業發生結構性變化。

### 公共建設

#### 前瞻計畫
為強化民間投資動能與製造就業機會，蔡政府宣布啟動耗時8年、總經費約新臺幣8,824億9,000萬元的「前瞻基礎建設計畫」，透過興建、完善基礎設施以動整體經濟成長。整體計劃包含五大項目：綠能建設、數位建設、水環境建設、軌道建設與城鄉建設。其中綠能建設乃配合能源轉型，開發各項綠色能源之建設工程；軌道建設則是增加既有項目的預算額，並加快相關核定作業或施工進度。

#### 藝術中心
蔡政府任內執行許多自扁時代或馬時代就已規劃或招標，中間歷經多次修改延宕的公共建設項目，包括臺北流行音樂中心、高雄流行音樂中心以及衛武營國家藝術文化中心等；其中高雄流行音樂中心的竣工更是大幅改變整個高雄港灣的樣貌，隨著輕軌通車而與沿線的駁二藝術特區、哈瑪星鐵道文化園區、高雄展覽館、旅運中心、真愛碼頭、光榮碼頭、大港橋、西子灣、旗津島與高雄經貿園區等知名景點串聯成為繁華的觀光勝地。

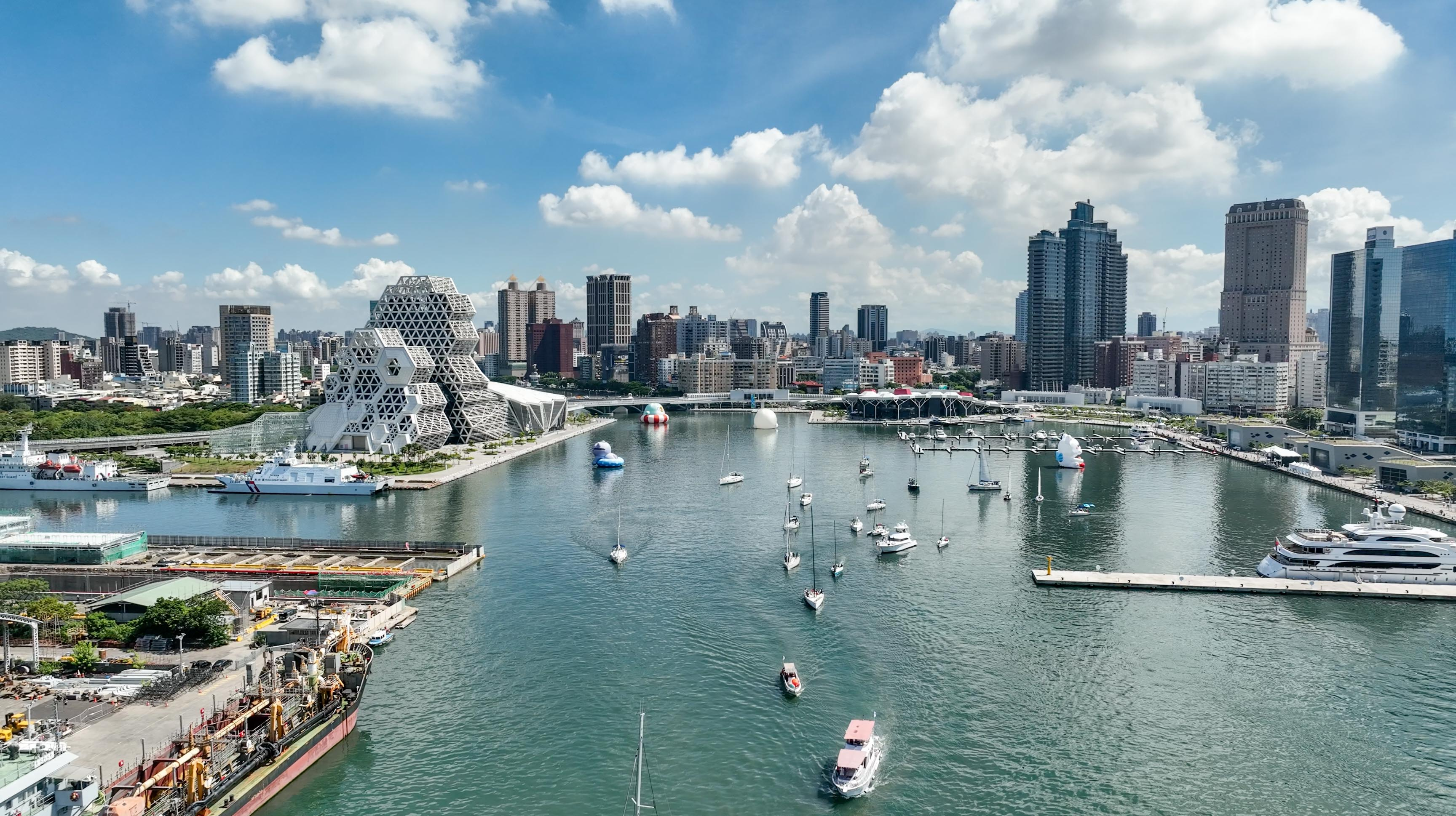
整建後的高雄港灣，左側白色建築為高流

### 經貿招商

#### 外資投資
政府鼓勵外資企業擴大投資台灣，成功吸引科技業龍頭臉書（Facebook）、亞馬遜（Amazon）與谷歌（Google）等跨國企業在台設立據點。另外，在COVID-19疫情爆發後，由於台灣防疫成效佳、國內疫情相對穩定，經濟部也順勢提出「大A＋計畫」，利用半导体产业的優勢吸引擁有關鍵技術的美光、羅姆、意法等國際大廠來台投資；ASML也於2023年宣布擴大在台投資，將向經濟部申請研發製造2奈米晶片補助。

#### 台商回流
2018年起美中貿易戰開打造成不少電子產業損失，經濟部因而推出「投資台灣三大方案」，其中便包括鼓勵台商回台投資。據統計，經濟部設定的總投資金額1.5兆元已於2021年12月達標，吸引1100家企業超過1兆5454億元投資，預估將創造12萬3038個就業機會。而經濟部也宣布，將該方案延長實施至2024年底。

### 產業轉型

#### 新創產業
2018年《公司法》進行大幅度翻修後，放寬包括公司治理、會議召開、發行公司債與特別股以及廢除外國公司認許制度等措施，政府同時也在全國各地設立新創基地，鼓勵新創產業發展並締造友善環境，使得臺灣的新創產業在短短數年間發展蓬勃，連年擠身世界競爭力報告「新創能力」項目的前五名。

#### 5+2產業創新計劃
因應數位時代來臨與產業轉型，行政院提出「5+2新創產業計畫」，即五項產業「國防產業」、「生醫產業」、「綠能科技」、「智慧機械」、「亞洲·矽谷計畫」再加上「循環經濟」與「新農業」兩項計畫，強化台灣的全球競爭力，同時吸引國際人才。

### 科學園區
為均衡南北發展，行政院於2019年核定「南部科學園區高雄第二園區」（簡稱「橋頭園區」），預計於高雄市橋頭區開發總面積357頃的科學園區籌備計劃，是全台唯一提供營利事業所得稅抵減15%科學園區，預定2025年完工。橋頭園區規劃導入半導體及電動車等相關新興科技產業，並配合園區開發周邊的聯外交通與生活機能衍生的「橋頭新市鎮」的附隨計劃，順勢帶動鄰近房地产經濟；目前已確定由包含鴻海、國巨、日月光在內的18家廠商申請進駐，預估將能創造約1.1萬個就業機會。。

## 能源

### 非核家園
民主進步黨長期以來皆反對使用核能發電，蔡政府也反對重啟核四廠，蔡英文更以總統身分親自出席反核大遊行。行政院原宣示要於2025年前達成全國核电厂除役、改以天然气、風力發電等替代能源；但由於2018年公投第16案「以核養綠」獲得通過，行政院表示依公投結果，《電業法》第95條「2025非核家園條款」將自動失效，因此不再為非核家園設定期限，但仍以發展再生能源為政策核心，不會回頭考慮核電。
2021年擁核人士黃士修等人因不滿政府對於第16案公投結果之回應，發起核四商轉公投並呼籲重啟核四廠運作；最終投票率僅41%、且不同意票多於同意票，公投案未獲通過。

### 三接方案
因應「非核家園」政策，蔡政府規劃提高液化天然气的配電比例至百分之五十，以取代核电厂除役後的電力供給，因此計畫在桃園觀塘興建第三座天然氣接收站，稱為「三接方案」。由於三接選址位置地處藻礁生長環境，部分環保團體認為三接外推方案可能導致藻礁滅絕，因而於2021年發起「珍愛藻礁公投」欲阻擋政策實施，但最終因不同意票多於同意票而未獲通過。

### 淨零碳排
自2015年巴黎氣候峰會後各國陸續制定碳排放清零的目標時程，2020年以來不少亚洲國家也紛紛響應。蔡政府為迎合國際趨勢，國家發展委員會於2022年宣示「2050淨零排放」的政策目標，欲發展再生能源以減少碳排放量，預計於2050年以前達成碳中和。

## 外交

### 踏實外交
蔡政府上任後提出「踏實外交」的方針，旨在以互惠互利的方式建立民主同盟，並擺脫過去金援外交的單向輸出模式。在新冷戰格局形成後，蔡政府的價值觀外交傾向逐漸明朗化，特別是在俄羅斯入侵烏克蘭後，中華民國政府不再保持過去盡量中立、不介入紛爭的基調，主動選擇與美国為首的民主陣營靠攏，成功拓展了過去未接觸的中东欧區域，同時也加強深化與傳統盟國如美國、日本和歐盟的關係，達成許多外交上的突破，讓臺灣在國際上的能見度與知名度較之過往大幅提升，並再次喚起世界各國對於台海安全的重視。
在邦交國方面，由於北京持續升高對台外交打壓，自2016年蔡政府上台時的22個友邦，至其卸任時只剩12個，共斷交10國。惟與扁政府時代的外交競逐不同，蔡政府不再無條件的高價金援友邦，並且斷交已不單單再是兩岸的外交爭奪，而是牽涉到美中對抗之下的戰略選擇。

### 雙邊關係

#### 臺灣－美國關係

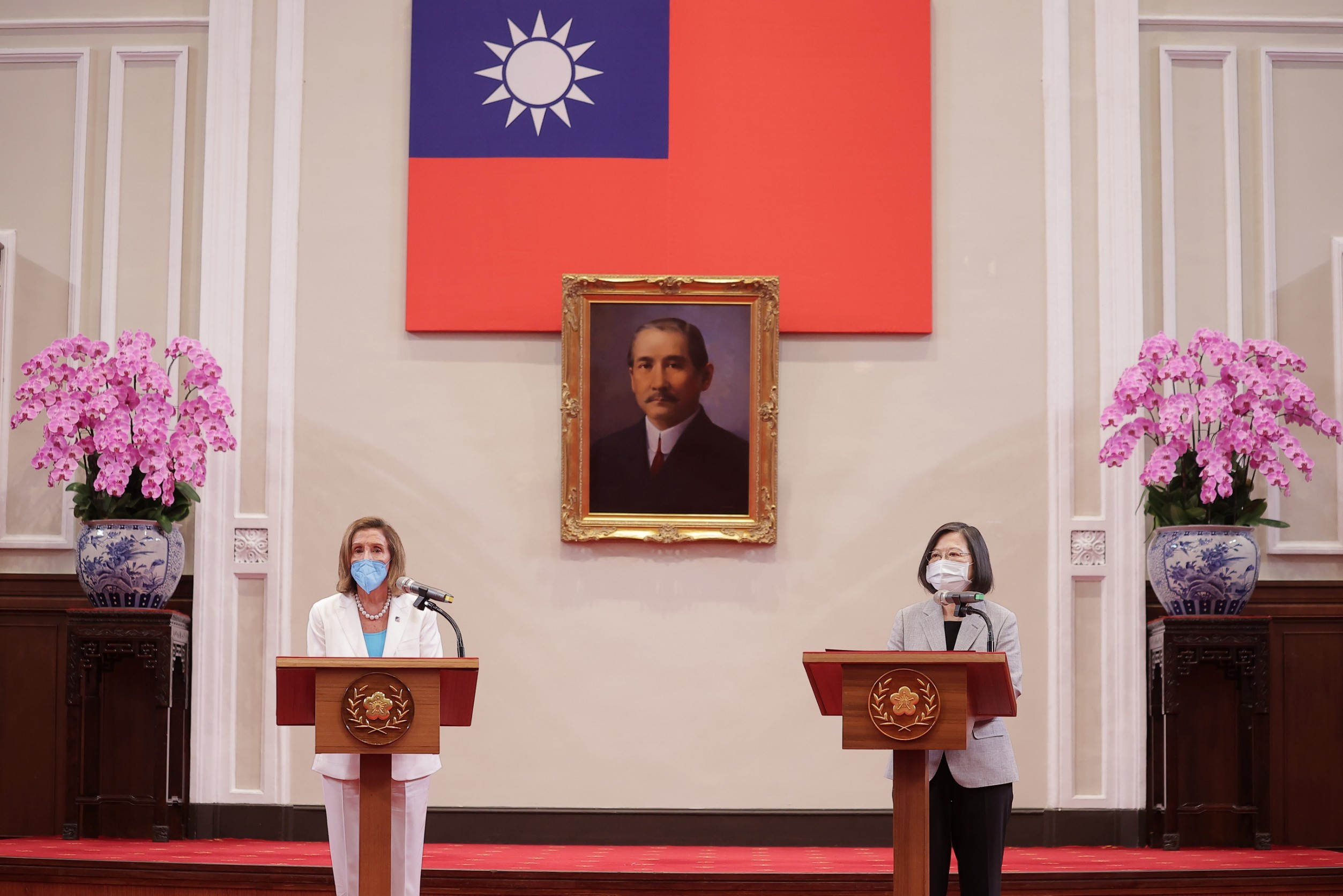
裴洛西議長在總統府接受贈勳並與總統蔡英文召開聯合記者會

蔡英文上任初期即發生「川蔡通話」的重大事件，之後中美贸易战爆發後更與美方建立起良好的溝通管道，川普政府也大幅提升對台支持力道，包括高階官員訪台、軍售次數及項目提升、國會陸續通過友台法案等，堪稱40年以來台美關係最好的時刻。在拜登政府上任後，美國持續提升支持台灣力道，拜登總統罕見多次表達「倘中國武力犯台，美國將出兵協防臺灣」，使得戰略模糊逐漸邁向清晰化；挺台立場也在國際情勢有利臺灣之下，成為美國政界跨黨派的共識。
2022年8月，時任聯邦眾議院議長南希·佩洛西不畏壓力，在北京的軍事恫嚇下抵台訪問，成為自1997年以來訪問臺灣的最高階官方人員；裴洛西在總統府內與蔡英文總統會晤時，也特別強調「美國絕不會遺棄對臺承諾」。而在蔡政府解除萊牛進口限制後，擱置多年的TIFA亦恢復協商，並在歷時一年的談判後正式簽署《台美21世紀貿易倡議》，為兩國斷交以來首份最完整的貿易協定。

#### 臺灣－日本關係
台日關係在蔡政府第一任期內，因福島等地食品輸台問題而無甚進展，直至COVID-19疫情後日方捐贈疫苗後，雙邊互動再次熱絡起來。由於北京對於台海和平的威脅與日俱增，日本極有可能因之受到波及的情形下，前首相安倍晋三在卸任後提出「台湾有事就是日本有事」的論調，在兩國政界均獲得迴響，雙方政府開始就海防、邊境安全及國防事務加強合作，並與美国共同因應區域安全問題。2021年蔡政府宣佈解除福島食品輸台限制，欲換取日方積極支持臺灣加入CPTPP；雙方並以「政黨對政黨」的模式，建立起兩國執政黨間的「2+2對話」機制協商相關事宜。
2020年7月前總統李登輝病逝，由於其日本政壇的特殊淵源，時任首相安倍晉三罕見公開悼唁，官房長官等高階官員也破例進入臺灣駐日代表處致哀；2022年安倍遇刺，時任副總統賴清德更破例獲日方核發入境簽證，前往东京參加家祭，成為30年來訪問日本最高級別的現役官員，又被稱作是「喪禮外交」。

#### 臺灣－歐洲關係

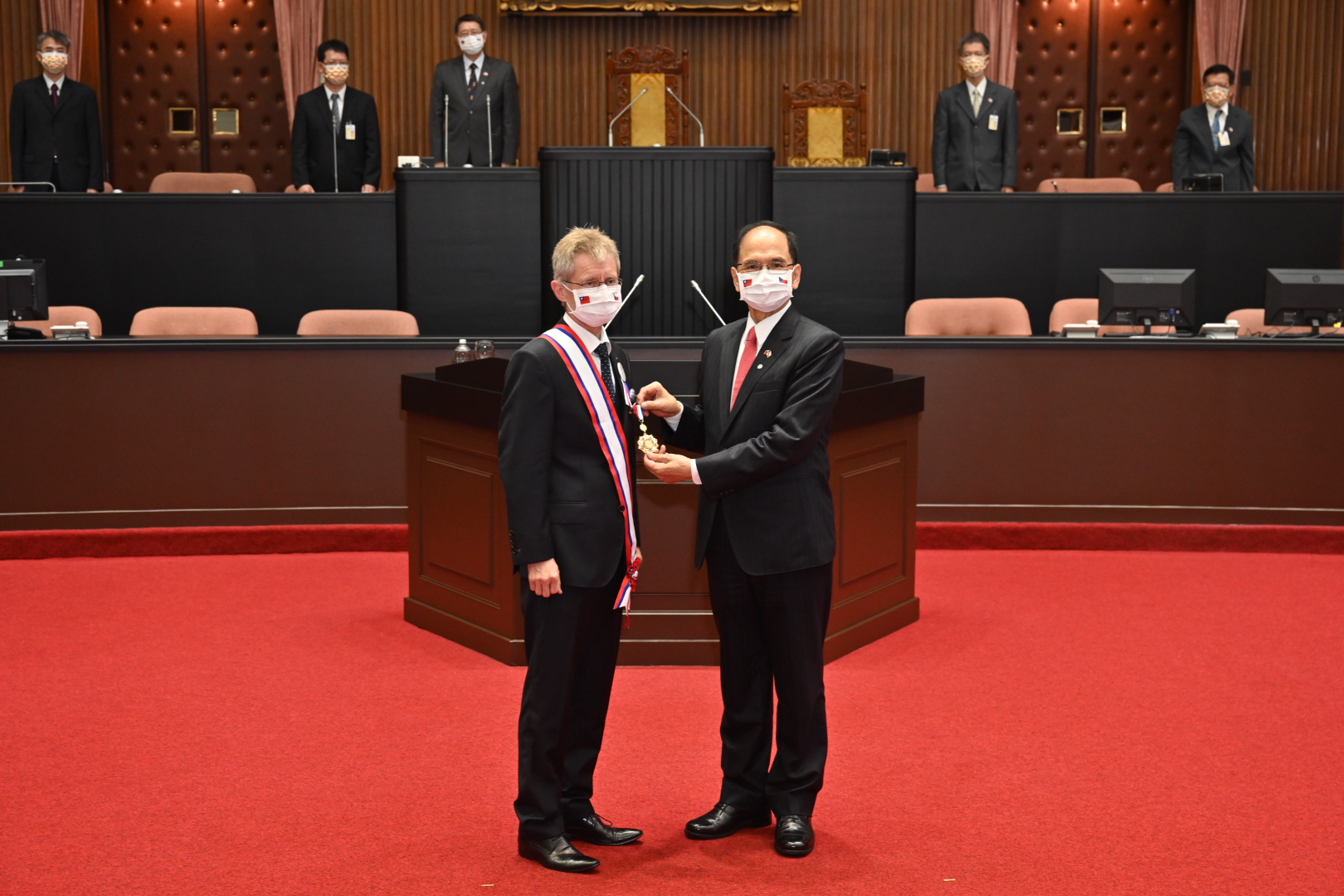
捷克參議院議長韋德齊（左）在議場發表演說後接受立法院院長游錫堃（右）贈勳

新冷戰態勢形成後，歐盟各國開始意識到中国崛起對於歐洲造成的威脅，以及若中國進犯臺灣將掌握全球先進半导体製成等後果，因此近年來歐盟官方逐漸加強對台聯繫，欧洲议会也持續通過支持台灣的議案，並派遣正式訪問團抵台交流。於歐盟方面，蔡政府試圖利用時局推進雙邊投資協定的談判簽署，但布魯塞爾當局考量歐中僵局情形，並未正面回應；於各成員國方面，由於臺灣在COVID-19疫情期間的出色表現以及烏俄戰事後各國擔憂台海爆發戰爭，在國際能見度空間提升的時局下，蔡政府也發揮價值觀外交的精神，與多個歐盟成員國建立或加深雙邊關係。
2020年以後蔡政府在對中东欧國家的外交方面頗有斬獲，先是立陶宛在北京的激烈報復下成功開設以「臺灣」為名的代表處，並迅速建立起產業間的合作機制；隨後捷克也在參議院議長韋德齊訪問臺灣後開啟雙邊各領域間的交流，2023年捷克总统當選人彼得·帕維爾甚至在當選後與總統蔡英文通話，創下歐洲首例、也是繼川蔡通話後第二例；其他包括波兰、斯洛伐克、斯洛文尼亚與爱沙尼亚等國均有相當突破，諸如拉高接觸層級、駐處正名、疫苗捐贈、簽署司法互助協議、建立經貿對話以及議會外交等等。
而在傳統外交領域的西欧和北歐方面，隨著有利時局及各國對中鷹派政府上台，臺灣除在國會外交方面成功串連起歐洲各國議會的挺台勢力外，官方交流意有所深化和突破，如外交部長訪問歐洲多國並獲准進入歐盟總部所在的布鲁塞尔，德国也於2023年首次派遣內閣部長訪台，以及臺灣在普罗旺斯、米蘭等地新開設的外交據點。

#### 臺灣－索馬利蘭關係

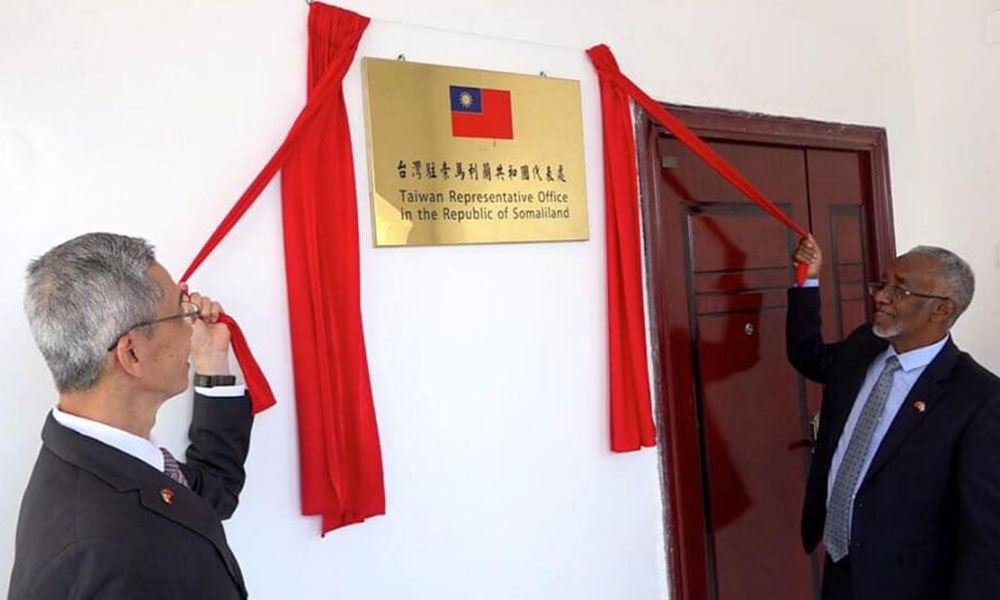
「台灣駐索馬利蘭共和國代表處」揭牌儀式

索马里兰是位於东非的有限承認國家，處境與臺灣類似，長期為索馬利亞聯邦聲稱擁有主權而無法與他國建立外交關係。2020年7月，蔡政府在美国的支持下，與索國比照外交使節的待遇互設實質大使館，成為當時第一個以「臺灣」命名的駐外館處。索馬利蘭位處「非洲之角」的戰略地位，加之臺灣在非洲的駐處並不多，因此雙邊很快就各取所需展開交流，由國合會派遣技術團協助當地發展農業並提供留學生獎學金，索方則同意中油投資探勘石油。期間北京當局雖然試圖干預台索關係發展，惟中國本身係索馬利亞的建交國，並無法給予索馬利蘭外交承认；索國亦有意藉此靠向民主陣營，以此與長期政治動盪的索馬利亞作出區隔。

## 兩岸

### 維持現狀（2016－2018）
蔡英文選前承諾「維持海峽兩岸現狀」，執政初期亦以此為基礎提出「新四不」的主張，稱謂上使用「中国大陆」、「中華民國（臺灣）」等較為中性的用詞，並維繫既有的兩岸合作與交流機制；但同時也拒絕承認「九二共識」，僅於就職演說中提及「尊重1992年兩岸會談的歷史事實」。北京對此並不滿意，先是主動中斷兩岸溝通機制，後續也逐步升高對台外交打壓，試圖逼迫蔡政府改變兩岸主張。此外，北京當局也利用秘密逮捕台籍人權工作者的手法試圖恫嚇臺灣內部反對中共的勢力，例如2017年發生的李明哲事件。在此背景之下兩岸交流轉趨冷淡，藝術、文化及教育等各領域的接觸皆逐漸遭到北京方面的凍結。
自2018年起，中國大陸在中共中央总书记习近平主政之下興起了一波狂熱的民族主義，網路生態從原先的「反對台獨」逐漸轉變為「反台情節」，並連帶影響到現實世界的情勢發展。許多在兩岸三地發展的演藝人員為此面臨政治表態的窘境，不時有台籍藝人遭到「台獨」的指控，甚至是外籍人士與商業品牌也都遭這股愛國主義熱潮波及。在官方的默許下，中國民間對於兩岸價值觀差異的容忍度愈來愈低，加劇了兩岸人民間的衝突與敵意；同時間中國與周邊國家的爭執愈發頻繁，使得整個亚洲的民間興起一股反中風潮，臺灣也因之獲得許多國際支持。

### 四個堅持（2019－2021）
美中貿易戰開打後，中共領導階層認為其國家實力已足夠強大，無需再奉行「韬光养晦」溫和路線，改以烽火四起的「戰狼外交」為圭臬，就臺灣問題也改採更加強硬的姿態。2019年元旦，中共中央總書記习近平提出包含「一國兩制臺灣方案」的《习五条》，企圖將九二共識與一国两制連結；隨後更祭出一連串的「文攻武嚇」：包括限制旅遊團與個人自由行赴台、暫停陸生赴臺就讀、藉故封殺金馬獎、禁止臺灣的農漁產品進口，以及軍機、軍艦頻繁繞島巡航，並且屢次跨越海峽中線或侵入防空識別區。然而這樣的舉措反而招致國際社會的疑慮，政治人物與學者紛紛開始擔憂中國武力犯台成真。
面對北京擴大打壓力道，總統蔡英文先是迅速表態「拒絕一國兩制」，而後再以「四個堅持」作為回應，並首創「中華民國臺灣」的概念凝聚國家認同，進一步修正對岸稱謂為「中國」。在行政管制上，蔡政府出手限縮中資投資、禁止中共黨政軍機構投資；法律層面則是透過「國安五法」和《反渗透法》的修正制定，欲阻絕北京的統戰滲透
；同時亦藉由更改護照樣式回應日漸高漲的本土意識，並以「民主自由」與「主權獨立」為號召，共同抵抗外部威脅。

### 備戰不求戰（2022－2024）
2022年初俄羅斯入侵烏克蘭震驚全球，國際輿論開始正視北京對於台海和平的威脅，加之中共二十大后，习近平打破慣例三連任中國最高領導人，個人權力高度集中，國際間認為其於任內武力犯台的可能性遽增；蔡政府對此則釋出「備戰但不求戰、亦不避戰」的態度，積極尋求外援支持。北京除持續針對臺灣的出口貿易進行抵制外，也極力阻止臺灣被國際拿來與乌克兰相比；此一緊張情勢在2022年8月時任美國眾議院議長南西·裴洛西訪問臺灣時一度達到高峰，北京當局在臺灣四周進行大規模環島實彈演習，國軍則宣布進入「強化戰備整備狀態」，情勢堪比1996年的臺海飛彈危機。不過，相較於中國國內的亢奮情緒，臺灣民間卻是相當平靜而未見恐慌。
2024年1月第16任總統選舉結果確定由民進黨候選人賴清德勝出後，中國進一步採取威逼姿態，先是片面取消M503航線引起國際關切，接著又於金門近海快艇翻覆事件發生後高調指責台方，並首次公開拒絕承認臺灣方面劃定的「禁、限制水域」，事發後屢次派遣執法船進入金門限制水域，甚至罕見於金門外海登船攔檢台籍觀光船，再度引起兩岸情勢緊張。由於過去兩岸於金門海域執法本具備一定默契，加之北京近日於南海與菲律宾多次發生海上衝突，輿論分析北京或將藉由此事件製造兩岸新常態，即以階段式進逼限縮、否定臺灣政府在該海域的執法權限。

### 臺灣－香港關係

#### 官方關係
由於香港本身並非主权国家，一国两制之下台港關係乃取決於兩岸關係的發展。2016年起港府受中南海影響開始對台打壓，同時間也傳出臺灣社運人士和泛綠政治人物紛紛被拒絕入境。銅鑼灣書店事件發生後，陸委會公開質疑北京不遵守「50年不變」的承諾，並提供被害人林榮基政治庇護，隨後亦陸續核發何韻詩、羅冠聰等香港民主派人士的入境簽證，以此強化拒絕一國兩制的正當性。而2019年發生的陳同佳案則使台港關係陷入谷底，港府拒絕臺灣的引渡要求後提出《逃犯條例修訂草案》，直接引爆了百萬人規模的反送中運動；總統蔡英文多次針對港警的流血鎮壓發表聲明譴責，並與西方國家共同聲援香港人追求民主自由的權利，以及放寬香港人的短期居留許可等等。
至於北京對反送中事件的態度則十分強硬，先是通過《港區國安法》全面通緝民主派人士、關閉《蘋果日報》、《立場新聞》等異議傳媒作為西方實施外交制裁的回應，對台亦刁難駐香港辦事處與駐澳門辦事處官員簽署「一中承諾書」，否則將拒絕核發工作簽證，隨後更接連關閉香港經濟貿易文化辦事處與澳門經濟文化辦事處；至此兩岸四地間的官方交流幾近終止。

#### 民間關係
與日益緊繃的官方關係相反，台港間的民間交流卻是截然相反，反送中事件大幅催生台灣年輕世代對於香港處境的同情與共鳴，甚至對2020年總統大選選情產生了重大影響；太陽花學運時流傳的口號「今日香港，明日臺灣」也再度響起，台港民眾更前所未見的以「手足」相稱，民間團體並持續聲援香港。這股風氣也瀰漫至文化藝術領域：2019年以反省威权、追求自由為題的台灣電影《返校》在港府抵制仍然在香港締造了票房紀錄；以反送中事件為背景的紀錄片《時代革命》也獲得了2021年金馬獎的「最佳紀錄片」獎項。
然而隨著反送中的熱度逐漸消退，兩岸情勢愈加緊張之際，臺灣官方和民間氛圍對香港的態度似乎也逐漸發生變化。反送中後許多港人選擇移民臺灣，蔡政府雖然表露出歡迎港人暫時來台避難的態度，但在移民政策上卻收緊審查，遲遲不願就《難民法草案》的立法倡議回應；而部分臺灣民眾在日漸擔憂中共滲透和武力犯台之下，對香港移民也由原先的同情接納轉變為反移民情緒。

## 國防
蔡政府時期的國防政策以「國防自主」為主軸，強調強化台海不對稱作戰的戰力，戮力發展自製軍機、军舰；年度國防預算也從2017年起不斷擴增，至其任內最後一年度編列額已達新臺幣6,068億元，佔比達整體GDP的2.5%。另外，蔡英文親臨視察中華民國國軍各種部隊的頻率，也是歷任總統之最。

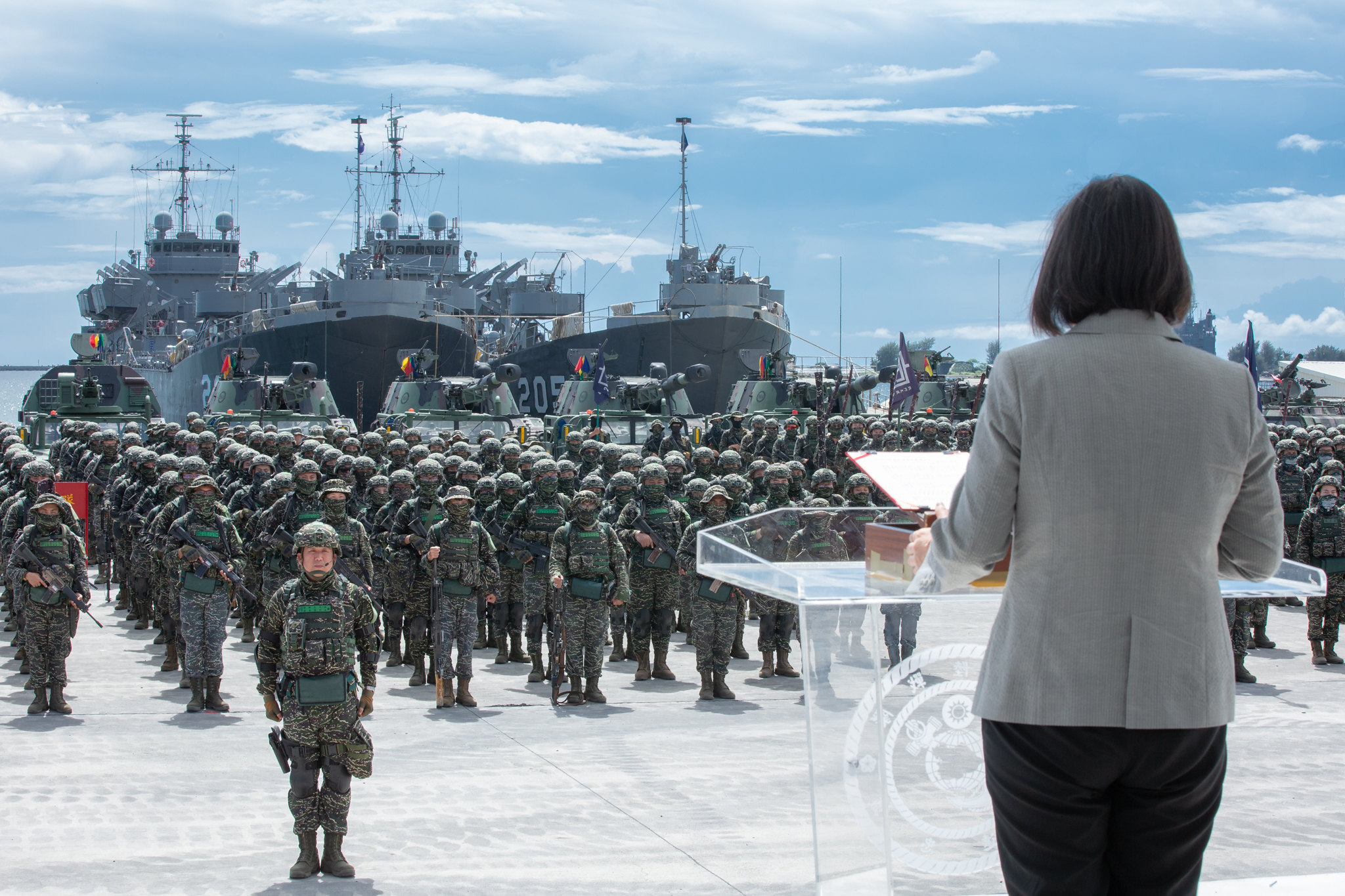
三軍統帥蔡英文校閱海軍陸戰隊九九旅步二營

### 國防自主

#### 國艦國造
2016年6月國防部公布「海軍12項造艦計劃」（又稱國艦國造），當中最為核心、同時也最受關注的為「潛艦國造」項目，預計由台灣國際造船公司建造8至10艘柴電潛艦。首艘國造潛艦「海鯤號」已於2023年9月舉行下水暨命名儀式，預計於2024年下半年完成下水測試。根據《路透社》報導披露，臺灣的潛艦國造計劃獲得了包含美国、英国、澳大利亚、印度、加拿大、西班牙及南韓等在內至少7國家提供技術支援，但未獲有關國家證實。國艦國造計畫另一項目的「鴻運計畫」，其中首艘「玉山艦」則已於2022年9月交付海軍。
另外，海巡署首批國造4000噸級巡防艦「嘉義艦」、「新竹艦」、「雲林艦」和「臺北艦」也自2021年起陸續完成下水並交艦。

#### 國機國造
自製航空器部分則以漢翔航空工業與中科院共同研發製造的高級教練機「勇鷹號」為起始，是空軍首架國造教練機，機身長13.7公尺、翼展9公尺、高4.6公尺，搭載兩具渦輪扇發動機，飛行極速達0.9马赫。勇鷹號於2020年完成原型機試飛，其任內共已交付27架次給空軍使用，預計2026年前將全數交付66架次；這也是繼IDF戰鬥機之後國軍再度大規模量產新式戰機。

#### 飛彈研發
由中科院所研製開發的國造防空飛彈「天弓三型飛彈」，其中的衍生型「海弓三」已於2020年在屏東九鵬基地完成陸上試射。

### 兵役制度
國防部就前朝核定的「全面募兵制」自2018年起實施，屆齡役男僅需接受四個月的軍事訓練，替代役役期則縮短為六個月。然而，2022年俄羅斯入侵烏克蘭後台海緊張情勢遽增，國內掀起恢復徵兵制的討論，最終於2022年底拍板實施「強化全民國防兵力結構調整方案」，自2024年起恢復一年義務役，並進行部隊組織、量能的全盤檢視和調整。

### 資通電軍
為強化通訊作戰能力，蔡政府於2017年成立陸海空三軍之外的第四軍種「資通電軍指揮部」，直屬國防部管理，負責網路戰、資訊戰及電子作戰等任務，並於2018年首度加入「聯電操演」。資通電軍的構想原先是欲改善資通聯隊分散於各單位所產生各自為政的弊病，但新制實施後反而造成人事與指揮的困擾，因此各資通大隊與作業隊後又回歸陸軍司令部管理。

### 後備動員
為強化後備戰力，自2022年起國防部後備指揮部與全民防衛動員室合併改制為「國防部全民防衛動員署」，教召將由原本的5～7日改為14日，並建立跨部會合作機制，同時也研擬製作《全民國防手冊》以普及各項防空避難、戰災動員機制等知識，謀求建立「全民防衛」的觀念。

### 美國軍售軍援
隨著美中兩強進入全方位對抗，華府也注意到了兩岸軍事力量嚴重失衡的問題。為了平衡兩岸戰力，川普總統任內共批准11次的軍售案，包括F-16V戰鬥機、AGM-88反輻射飛彈、M1A2T主力戰車及FIM-92刺針飛彈等等；2020年起也開始派遣現役軍官常駐臺灣訓練中華民國國軍部隊。拜登總統上台後，烏俄戰爭的爆發使台海局勢愈發緊張，拜登政府除四年即高達19回的軍售（蔡政府任內共13次）之外，國會也通過了《2023年國防授權法案》，正式確立臺灣「主要非北約盟友」的地位，並授權行政部門於2023～2027年間無償對臺提供100億美元的軍援。

## 財政

### 年金改革

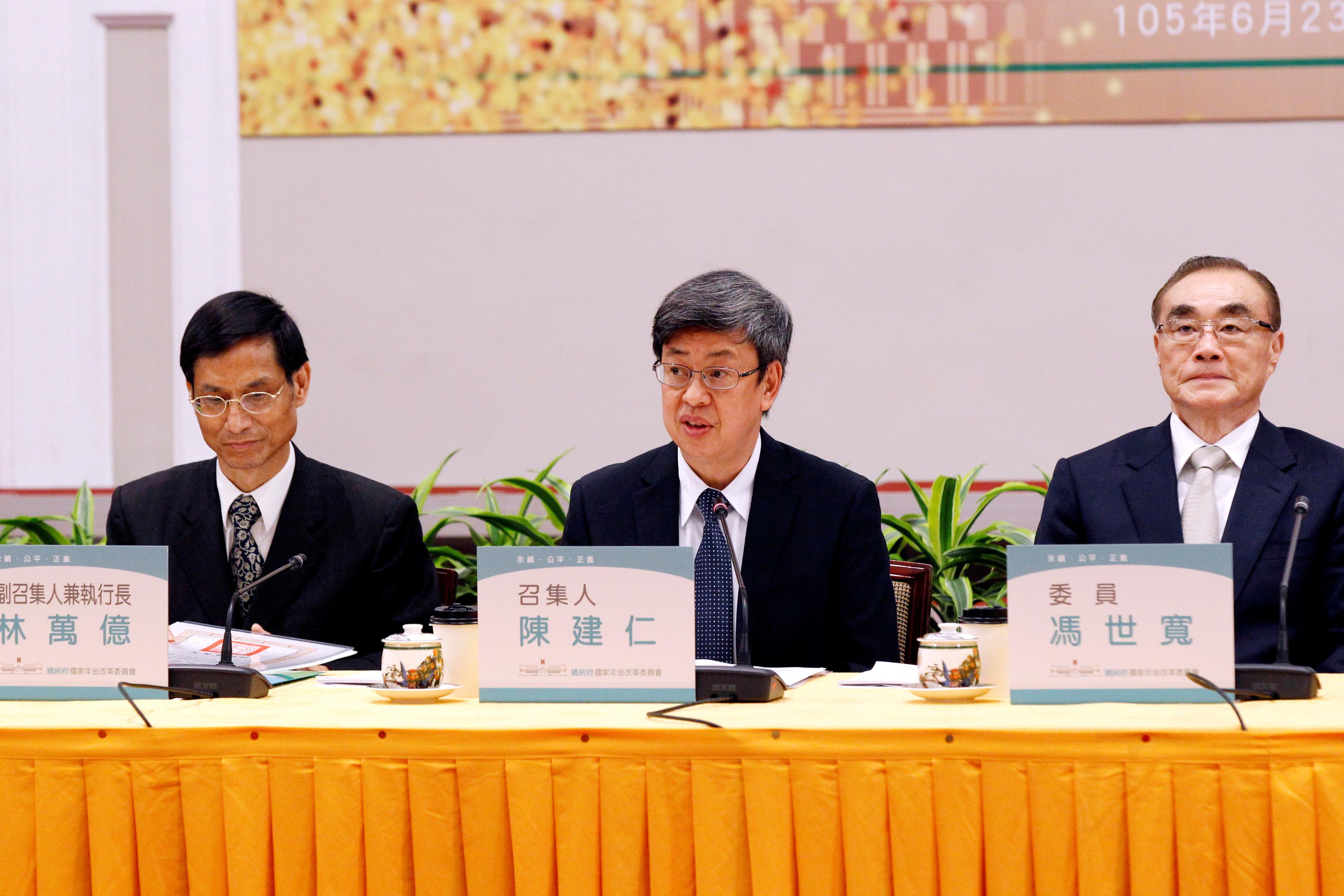
副總統陳建仁主持年金改革會議

為了維持國家財政永續經營，總統蔡英文甫上任即成立「總統府國家年金改革委員會」，並指派時任副總統陳建仁擔任召集人，歷時兩年的協商與衝突、並召開「年金改革國是會議」之後，最終公佈軍公教退休金改革方案，終結優惠存款制度和延後請領年齡，讓爭議已久的18%退休優存正式走入歷史。

### 稅制改革
綜合所得稅標準扣除額由新臺幣9萬元提高為12萬元（有配偶者加倍扣除）、薪資所得及身心障礙特別扣除額由12.8萬元提高為20萬元，增幅達33%~56%，受益戶數達542萬戶。
- 月薪3萬以下的單身族，收入在40.8萬以下就免繳稅。
- 雙薪家庭沒有小孩的雙薪家庭，收入在81.6萬以下免繳稅。
- 雙薪四口之家育有兩名5歲以下子女的雙薪4人家庭，收入若沒超過123.2萬免繳稅，可免納所得稅，減輕薪資所得者及中低所得者稅負。[92]

### 央行升息
2018年擔任央行總裁逾20年的彭淮南退休後，中央銀行的貨幣政策開始偏離保守作風。2022上半年受烏俄戰爭影響，全球通货膨胀情況加劇，央行也跟進聯準會連續升息3碼，打破了10多年來從不升息的紀錄。

### 普發現金
由於蔡政府任內景氣回升，許多大型企業獲利超乎預期，連帶影響稅收狀況，除2020年之外幾乎連年超徵，2021年超徵額度更達到新臺幣4,000億元以上；為回應部分執政黨立委與在野黨的要求，在扣除國防預算與部分油電價補貼之後，行政院於2023年4月發放所有中華民國國民、外籍配偶及持永久居留證的外籍人士每人新臺幣6,000元的稅金。

## 交通

### 軌道建設
蔡政府上任後透過「前瞻計畫」將多項軌道建設加速核定與執行，其任內完工的項目包括桃園機場捷運、高雄鐵路地下化計畫、南迴鐵路電氣化、淡海輕軌、安坑輕軌、高雄環狀輕軌及臺中捷運綠線；任內核定並進入工程階段的項目則有三鶯線、萬大樹林線、環狀線第二期（南環段及北環段）、信義線東延段、桃園捷運綠線、高雄捷運黃線和臺南鐵路地下化計畫，另外高雄捷運紅線岡山延伸線則已於2024年6月完工通車。

### 通勤補助
2023年初交通部宣佈自同年7月起實施「TPASS行政院通勤月票」計劃，初步劃分為北北基桃、桃竹苗、中彰投和南高屏四大區域，其餘縣市則由地方政府自行研擬方案。民眾使用電子票證設定區域內的月票後，將可享有新臺幣1,200元的30日吃到飽方案，使用範圍包含區域內的捷運、輕軌、火車、公車和城際客運等交通方式。

### 臺鐵公司化
2018年的普悠瑪號列車出軌事故造成嚴重死傷，當時政府承諾改革，卻在2021年再次發生北迴線太魯閣號列車出軌事故，凸顯台鐵長久以來的管理不彰、設備維護和駕駛員過勞等諸多問題，使台鐵改革的呼聲四起；交通部於2022年提出公司化的改革修法草案、並在執政黨主導下三讀通過，台鐵局將改組為「臺灣鐵路公司」成為政府獨資的國營企業，並於董事会下設「安全委員會」，員工則可以選擇保留公務員身份，並維持其年資、撫卹等條件計算。

## 司法

### 司法改革

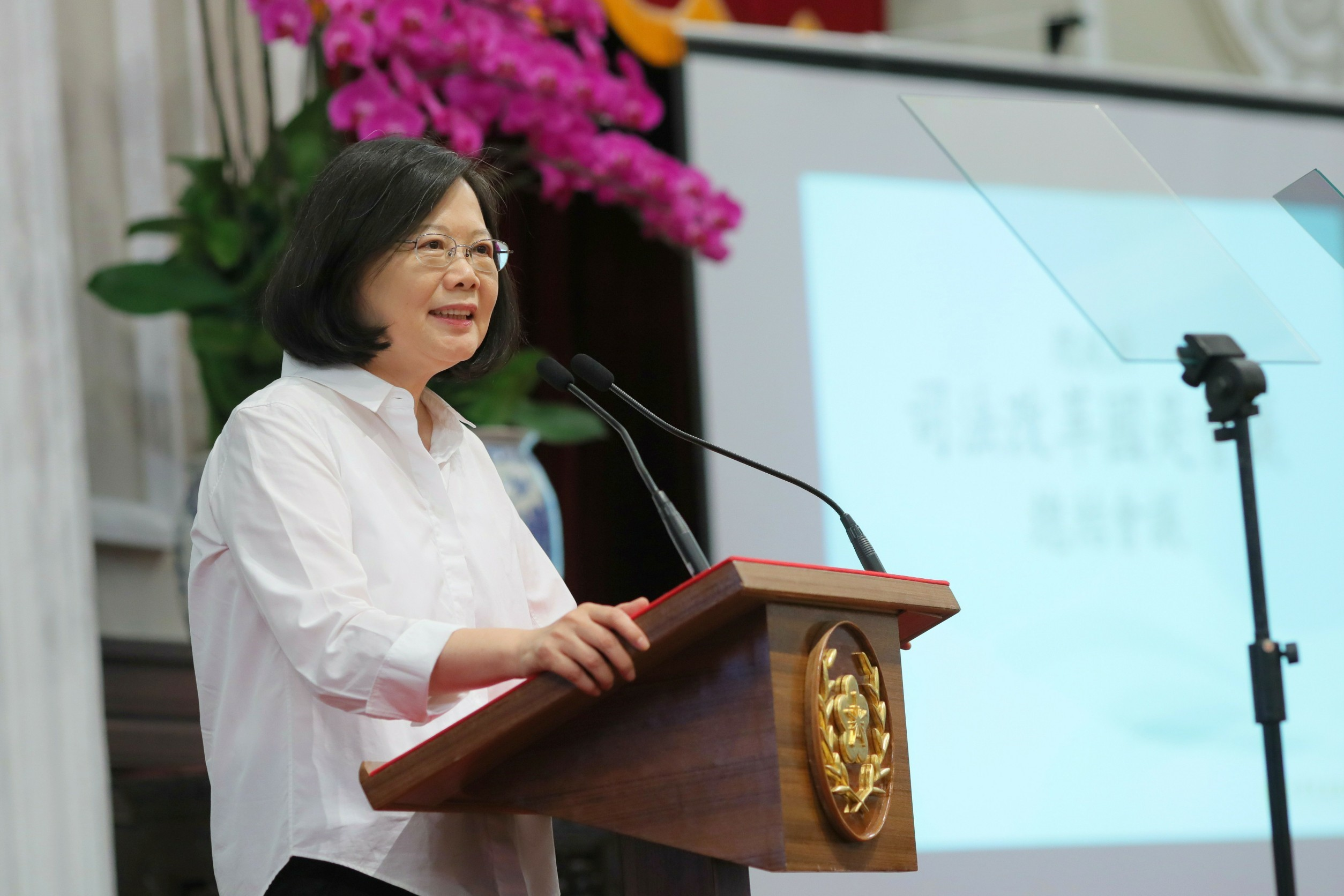
蔡英文總統親自擔任「司法改革國是會議」的召集人

2016年起，總統蔡英文親自召開「司法改革國是會議」，並以意見徵集、分組議題討論、總結會議三個階段啟動司法改革，廣邀學者、民間人士參與討論。依司改進度追蹤平臺，目前已執行的重要改革成果如下：

#### 憲法訴訟
2019年立法院三讀通過將《司法院大法官審理案件法》全面修正為《憲法訴訟法》，終止實行多年的大法官會議解釋，並自德国引進「憲法裁判審查制度」取而代之，自2022年起除適用法律、命令有違憲疑慮得聲請憲法法庭審判外，個案的終局裁判亦得聲請憲法裁判。

#### 國民參審
2019年立法院通過制定《國民法官法》，自2023年起導入參審制度，所犯最輕本刑十年以上徒刑或故意犯致死之刑事案件將由3位職業法官與6位國民法官共同組成「國民法官法庭」審理，國民法官由非從事法律相關行業的一般民眾抽籤選任，可參與判決結果（有罪／無罪）和量刑之評議。另外，在職務法庭部分也增設參審員，由社会学、文學、生技、醫療等跨領域之學者及社會人士遴選擔任，與職業法官共同審判。

#### 法院組織
2019年7月起最高法院與最高行政法院成立刑事大法庭、民事大法庭與行政大法庭，各由11名法官組成，針對各庭對於適用法律之見解有裁判上歧義的案件作出統一見解，以取代過去的判例、決議制度。此外，司法院公務員懲戒委員會亦於2020年起改制為「懲戒法院」，懲戒委員則正名為懲戒法官，並增設上訴機制。
至於訴訟專責化的部分，立法院通過制定或修正《勞動事件法》、《商業事件審理法》及《智慧財產及商業法院組織法》等法律，成立「勞動專業法庭」處理勞資爭議事件，並將智慧財產法院改制為「智慧財產及商業法院」，將商業訴訟獨立專責化。

### 廢除特偵組
2016年執政黨立法委員主導修正《法院組織法》，廢除「最高法院檢察署特別偵查組」（簡稱特偵組）的編制；執政黨聲稱此舉係有鑑於特偵組設立多年來未能達成超然公正偵辦重大貪瀆案件之目的，反而屢招選擇性辦案、濫權裁量等質疑。修正後，總統、副總統與其他高階政务官之案件改回歸一般檢察署偵辦。

## 勞動

### 一例一休
2016年6月25日，為了能落實週休二日，時任勞動部長郭芳煜提出「一例一休」版的《勞動基準法》修正草案，以提高休息日加班費來降低工時，作為刪除七天國定假日的配套，但卻引起勞團抗議，認為應確保每七日有兩天例假日。
2016年12月6日《勞動基準法》修正案通過，達成全國休假一致。修正案實施前的過渡期為每週工時40小時加上五天國定假日，使當年工時從2015年的2,103.6小時降低至2,034小時，下降70小時。2017年因為勞動基準法新制實施，加班費提高抑制工時但同時刪除七天國定假日，所以工時微升至2,035小時。

### 最低工資
自2016年起勞動部逐年調漲基本工資，至2024年5月20日止月薪從原本的新臺幣20,008元調升至27,470元，調幅達37.3％；時薪則從原本的120元調升至183元，調幅達52.5％。2023年12月，立法院更在執政黨主導下三讀通過《最低工資法》，明訂最低工資的審議程序、標準、評估機制，以及企業僱主違反最低工資之處罰。

### 派遣歸零
為解決非典型勞工的問題，行政院宣示於2020年底前徹底廢止公部門派遣人員聘用制度的「派遣歸零計畫」。然而，雖然派遣歸零的願景確實在期限內達標，但勞務承攬的需求卻是大增，也被質疑是「換湯不換藥」。

### 職災保險
2021年4月，立法院三讀通過《勞工職業災害保險及保護法》、經總統簽署，建立完整的職業災害保障制度，將過往散落於不同法規中規定整合，並擴大納入家事勞工加入保障，預估將新增56萬勞工納保受惠；同時強化雇主投保責任，若未替員工投保將予以裁罰，員工若發生職災重傷、死亡更需支付相關費用。

## 教育

### 108課綱
馬政府執政末期引發爭議的《104課綱》在蔡政府首任教育部長潘文忠上任首月即遭到廢除，教育部並於2019年頒布《108課綱》，以「核心素養」為主軸，強調自主學習、溝通互動與互動參與。歷史科方面，將現行「断代史」的方式改為主題式的「段落通史」，著重文化制度史及社會演變的關係，將焦點從過去的帝王史轉移到歷史的因果關連、社會制度的變遷、民族文化的交流互動；公民科部分則將勞動權益獨立成章，提升勞權意識，同時加強性別平等教育。
升學考試制度部分則進一步改善填鴨式教育所遺留的弊端，自2022年起大學學測增加非選擇題型，設計情境題以評量考生能否整合運用知識與技能作答；而原先的大學指考也改制為「大學入學分科測驗」，刪減部分科目並新增非選擇題。

### 課綱審議
由於馬政府末期爆發的反課綱學潮引發課綱審議程序黑箱作業的質疑，蔡政府執政後，立法院通過修正《高級中等教育法》，首度於課程審議會中納入學生代表，開放高中以上學生報名遴選。學生代表與家長代表、教師代表享有相同權利，除能參與分組會議的討論之外，亦得於審議大會上投票表決。

### 教官退出校園
「軍訓教官」的歷史最早可追溯至國民政府時期，政府遷台後教官開始負責校內師生的思想控制工作，成為情治單位監視系統的一環；解嚴後，教官的任務雖轉型為校園安保與國防課程的教授，但其存在始終是威權體制象徵而有所爭議。教育部為落實立法院於2015年修正《高級中等教育法》通過的附帶決議內容，於2017年起停止聘任新進教官，未來大專院校與高中職的安保工作將回歸一般的警衛保全負責。教育部原先宣示將於2023年「教官全面退出校園」，不過按實際離退情況無法達成，將再延後年限。

### 學費補助
有鑒於國內公、私立大學學費落差巨大，以及青年背負學貸問題，為進一步免除高等教育學制的經濟壓力，行政院於2023年核定實施大專院校學費補助計劃，自113學年度施行，每學期將自動補助公立學校學生學雜費2萬、私立学校學生5萬。此外，高中職教育也自2024年2月起全面免除學費。

### 體育改革
由於各個體育項目協會長期以來財務運作不透明、長期被黨政人士把持，近年體育選手屢屢遭揭露出國比賽時的待遇，相較於其他國家落差甚大，甚至因贊助商或內部因素傷害選手權益；迫使蔡政府宣示啟動體育改革。2017年，立法院通過修正《國民體育法》，規定單項協會需定期公開財務報表、開放民眾入會，理事會的組成也不得由重大罪犯擔任或由單一家族壟斷把持。然而，修法後各單項協會卻仍不時發生醜聞弊案，因此有認為改革成效不彰。

## 農業

### 水利會改制
為了回應延宕多年的農業改革訴求，2020年立法院在執政黨立委以人數優勢下三讀通過修正《農田水利法》，將農田水利會改制為公務機關，並於行政院農業委員會下設「農田水利署」管轄。修法後，農田水利會會長改為官派產生，以杜絕過往遭地方派系把持的局面。

## 防疫

### 初期：封鎖清零

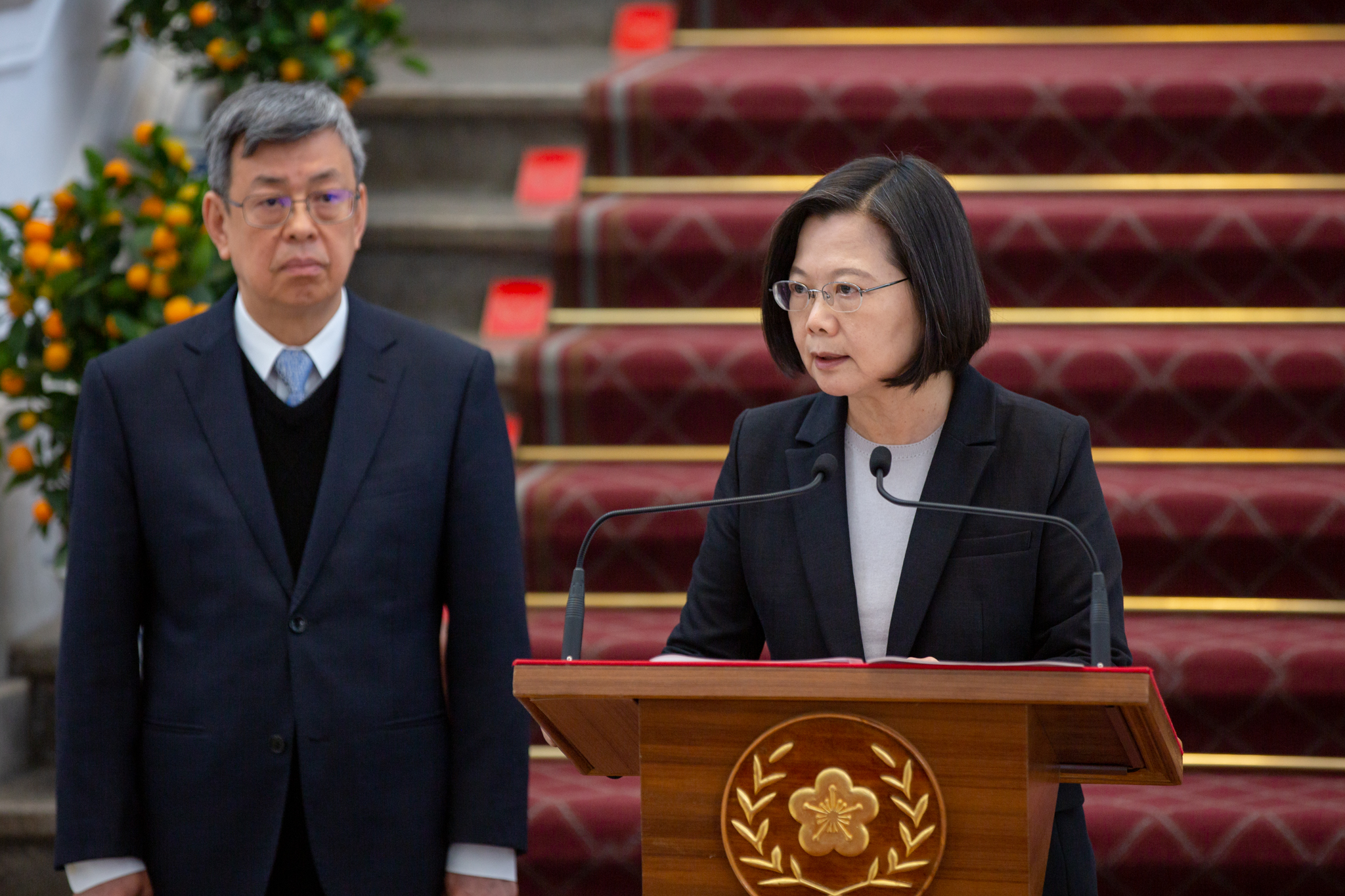
武漢肺炎疫情於2020年1月傳出後，總統蔡英文及公衛出身的副總統陳建仁出面發表敞廳談話

2019年末，疾管署注意到武漢發生不明肺炎疫情後，隨即著手進行防疫部署，並在2020年1月中國官方承認爆發疫情後開設「中央流行疫情指揮中心」，同時迅速啟動邊境管制等一系列預防措施。臺灣原先被約翰霍普金斯大學預測將會是除了中國之外，全球面臨疫情風險最嚴重的國家之一；但在蔡政府「防疫視同作戰」的政策之下，以國家力量介入醫療、民生物資的生產、分配甚至訂定統一價格等強制措施，初時臺灣感染病例數極少，偶有幾次的社區感染也都在嚴格控管下成功防堵疫情擴散。自疫情爆發初期至2021年5月的一年多期間，臺灣成為世界上少數能維持正常生活、且從未採取封城措施的國家，這一系列政策也被稱作是「超前部署」。
COVID-19疫情致使各國紛紛關閉邊境，造成旅遊業極大損失，其他諸如餐飲業、藝文界也受到程度不等的影響。面對疫情帶來的經濟衝擊，立法院於疫情之初即迅速通過《嚴重特殊傳染性肺炎防治及紓困振興特別條例》，政府並擬定紓困方案，開放受疫情影響的業者申請貸款、發放「振興三倍券」刺激消費以及推動國旅補助等，同時也賦予勞工請領「防疫照顧假」的權利。

#### 口罩實名制
疫情爆發初期，亚洲及欧洲先後掀起口罩搶購風潮，加之生產線因疫情因素停工，導致口罩嚴重缺貨。蔡政府原先矢言「存量充足」，但眼見搶購引發恐慌潮，甚至開始出現囤積行為，只得政策轉彎宣布於2月6日起實施「實名制」，國民須持健保卡（外國人則持居留證）至健保特約藥局購買口罩，初時每人每週限購買兩片、每片定價新臺幣5元，以確保所有人都能夠買到口罩，之後再逐步增加購買數量並調降價格。此一政策在產能穩定後改與民間販售併行，並一直實行至2021年10月才告停止。

#### 口罩國家隊
疫情前，台灣口罩有九成依賴中国大陆進口，疫情爆發後供應鏈立刻出現斷層；為使關鍵物資能夠自給自足，經濟部強制徵召工廠投入口罩生產，甚至號令國軍加入口罩產線以提升產能。農曆年後全力趕工的結果，迅速達成每週近5000萬片的生產量，搭配實施實名制使口罩供應得以穩定，蔡政府並納入外交戰略考量將多餘的存貨捐贈給外國；政府將之稱為「國家隊」。

#### 口罩地圖
行政院政務委員唐鳳於疫情初期迅速開發「即時口罩地圖」，將各藥局存貨與販售時間登錄至雲端平臺並搭配Google地圖加以顯示，民眾得以即時查詢可購買口罩的地點。此舉也引起鄰國關注及仿效；而後像是確診者足跡地圖、公費疫苗查詢地圖也都利用了相同的技術進行開發。

#### 旅遊泡泡
疫情爆發初期各國陸續封鎖邊境，原先的觀光免签证措施遭到凍結，僅開放商務簽或留學、依親探視等簽證，從而造成旅遊業蕭條。蔡政府基於國內疫情相對穩定與振興經濟、鞏固外交等考量，於2021年3月宣布與長期無疫情的南太平洋友邦帛琉啟動「旅遊泡泡」，開放以團進團出的方式至帛琉旅遊，並免除14天的居家隔離，僅需於回國後五日進行自主健康管理；成為全球首個跨國旅遊泡泡。

### 疫情高峰期：三級警戒
2021年5月中旬，台灣爆發了大規模社區感染，確診數一度飆升至每天700餘例，疫情指揮中心宣布全國升級為「三級警戒」，並公布一系列新措施，包括暫停八大行業營業、禁止餐廳內用、暫停開放公共設施空間等，學校也停止實體授課改為線上遠距教學，同時限制50人以上之集會。面對大規模疫調的執行困難，數位政委唐鳳則在短短3日內，效仿欧洲國家開發出「简讯实联制」系統，民眾進入餐廳、店家或公共場所時僅需以行動裝置掃描QR Code就會自動連結發送簡訊，作為疫調追蹤之用；同時政府也承諾，實聯制取得的個人資訊僅供疫調使用，不得用於其他用途，並在28日後自動刪除系統資料，也一度引起外媒關注。
三級警戒一直持續至7月26日，指揮中心才宣布降為二級警戒，同時也未於解封之際立即取消全部防疫禁令，而是分批次逐步放寬，被稱作是「微解封」。另外，三級警戒期間的嚴格防疫禁令也造成不少產業的經濟損失，行政院並於2021年10月再次推出「振興五倍券」的紓困方案，欲復甦受疫情影響的經濟。

### 後疫情時期：開放共存
COVID-19疫情在歷經Alpha、Delta等變種病毒株肆虐後，後期的Omicron病毒重症率及死亡率已大幅降低，加上疫苗問世後各地接種率普遍提高，2021年末世界各國紛紛邁向全面解封，不再執行清零政策，開啟「與病毒共存」的防疫新模式。蔡政府也於2022年初宣布放寬邊境管制，並於10月完全解除入境限制，恢復國外旅客免簽證觀光旅遊。然而，由於準備工作的不足，開放初期也引發了一陣混亂，諸如像是快篩試劑不足、1922防疫專線打不通、醫護超時工作等問題，還有政府為提高疫苗覆蓋率而實施的「三劑疫苗令」政策等等，皆受到諸多批評。

## 施政爭議

### 政策爭議

#### 勞基法修法抗爭
2017年，行政院宣布將調整實施未滿一年的「一例一休」政策，刪除7天國定假日，引發勞工反彈。工運團體認為，原有一例一休並沒有使得勞工權益獲得保障，反而面臨雇主變相壓榨；現在又砍掉7天假，對勞工極為不公平。12月23日，大批工運團體聚集在行政院大樓門口，原訂的遊行在警方無預警封鎖道路後變調失序，抗議群眾試圖衝撞行政院大門未果，採游擊戰術繞行西門町、臺北車站與中山站一帶並堵住路口，導致當晚台北市區交通癱瘓；事後亦爆發警方將抗議人士載到南港、內湖等地、並於深夜將其「丟包」情事，引發律師抗議警方違法執法。

#### 反年改抗爭
部分退休軍公教人士因不滿蔡政府的年金改革政策，認為政府違反信賴保護原則，多次發起遊行示威，甚至進一步阻攔總統車隊進行、預謀於友邦元首來訪時發動抗爭，導致國安局不得不加強維安警備。然而，反年改成員數度因毆打記者、辱罵媒體、公開發表偏激言論，以及在2017年臺北世大運開幕式中阻撓各國選手進場被國際媒體報導等情事，引發社會認為其抗議不具正當性的質疑。

#### 萊豬進口
2020年8月，蔡政府以行政命令逕行宣布開放進口含有萊克多巴胺的美國豬肉，並表示為會嚴格把關萊劑含量以符合国际食品法典委员会的標準，要求廠商標示產地、限制中小學使用國產豬肉等措施。該政策遭到在野黨則批評，政府一邊提倡食用國產豬肉、一邊又開放萊豬進口，形同自我打臉；況且執政黨過去在野時的立場為反對含有瘦肉精的美牛進口，如今執政即改變立場，形同雙重標準。
2021年8月，國民黨籍立法委員林為洲領銜發起反萊豬公投，號召民眾投下同意票，認為萊劑侵害民眾身體健康、主張政府應全面停止萊豬進口；蔡政府則回應，萊劑是符合國際標準的添加劑而無所謂食安疑慮，且無端全面禁止萊豬進口形同是製造貿易障礙，恐將影響台美經貿談判，並對台灣加入CPTPP造成衝擊。最終於年底投票結果，該公投案因不同意票多於同意票而未獲通過，外媒解讀多數台灣民眾仍認同執政黨移除貿易障礙的政策方向。

#### 中天換照事件
2020年11月，國家通訊傳播委員會（NCC）以多次違規、內控機制失靈、經營階層干涉侵犯新聞製作等為由，以及2014年換照時提出的多項要求未被確實遵守，七位委員一致否決中天新聞台的換照申請，並於12月12日停止在有線電視播出。中天新聞及中國國民黨批評NCC侵犯言論自由、打壓意見不同的媒體；無國界記者組織針對此事則表示遺憾，但認為台灣政府此舉並未侵害新闻自由。

#### 3+11爭議
2021年4月，中央流行疫情指揮中心接受機師和空服員透過立法委員的陳情，宣布放寬機組員返國入境檢疫措施，由原先的「5+9」（居家檢疫5天+自主健康管理9天）改為「3+11」。月底，華航機師群聚感染事件爆發，在野黨質疑是因為先前檢疫措施放寬導致產生破口，指揮中心則否認該政策與社區感染有因果關係，並表示該批染疫機組員適用的是5+9的舊制規定。由於迄今無確切證據可證明，因此該事件處於各說各話的羅生門；不過，在野黨立委要求公布3+11政策的會議紀錄，卻被指揮官陳時中以無該紀錄拒絕，而招致在野陣營的大肆批評。

#### 台鐵依法休假事件
2022年交通部提出「台鐵公司化」的改革方針，卻遭台灣鐵路工會控訴未事先與工會協商，並指出草案完全未提及票價公式與安全問題，對於營運及行車安全毫無幫助，質疑根本是在炒作土地，工會遂發動於五一勞動節期間集體依《勞基法》休假，導致當天台鐵列車全面停駛。

### 人事爭議

#### 台大拔管案
2018年1月5日，國立臺灣大學選出管中閔為第12屆校長後，教育部以管中閔未揭露其台哥大獨董身分，遴選過程具有重大瑕疵、和其學術論文有抄襲疑慮為由，拒絕發給聘書；臺大校方則八度行文教育部，主張遴選過程並無瑕疵。由於管中閔曾於馬政府擔任政务官，中國國民黨認為教育部此舉為刻意阻擋藍營人士入主臺大，批評政府侵犯学术自由。最終，年底執政黨在地方選舉大敗後，時任教育部長葉俊榮宣布「勉予同意」臺大校長人事案，因此又稱為卡管案或拔管事件。

#### 監委提名爭議
2020年6月，總統府原定於19日下午公布第六屆監察院正副院長暨監察委員被提名人名單，卻在前一晚提前釋出後，因曾涉入貪瀆案件與美麗灣案的國民黨籍前臺東縣長黃健庭被列為副院長被提名人，引發執政黨內部強烈反彈，包括林淑芬、賴品妤、王定宇、周春米等黨籍立委和黨副秘書長林飛帆均公開反對此人事案；國民黨方面也不買帳，文傳會主委王育敏表示黃健庭未事先徵得黨中央同意就答應出任監察院副院長，已經違反黨紀將祭出處分。最終，總統府緊急取消公布記者會，黃健庭也婉拒提名，副院長之位遂懸缺兩年。

### 行政疏失

#### 雄三飛彈誤射事件
2016年7月，海軍原先規劃於左營海軍基地內對金江號巡邏艦進行年度操演驗收，但在進行系統檢查時，艦上高姓中士因人為因素，錯誤發射一枚雄風三型反艦飛彈進入澎湖東南方海域，並貫穿一艘正在作業的漁船，造成一死三傷。事發後，國防部承認是誤擊，總統蔡英文承諾改善相關制度，勒令國防部限期改善；海軍司令黃曙光則自請記過一次，涉事的艦隊長、艦長等將官及軍官士兵亦均予以記過懲處，並由高雄地檢署依業務過失致死等罪名起訴。

#### 國安局私菸事件
2019年7月，時代力量立法委員黃國昌向媒體爆料，總統府侍衛室和國安局特勤人員趁蔡英文總統出訪之際，利用免安檢特權走私香菸，數量多達1萬多條，且涉案人員包括多名侍衛官及華航高層人員。總統府在案件爆發初期以「超買」描述此事，遭在野黨批評不願認錯；後蔡英文總統出面道歉，並承認係違法走私。
事件爆發後，蔡英文總統下令調查，國安局局長彭勝竹引咎辭職，總統府侍衛長張捷被調職；調查過程中，發現走私菸品疑似為國安局長期陋習，馬英九政府時代出訪亦有相關紀錄，甚至最早可追溯至李登輝政府時期。最終，總統府公布懲處七名將校軍官，臺北地檢署並以違反《貪汙治罪條例》起訴十三名涉案人員。

### 其他爭議

#### 華航空服員罷工事件
2016年6月，桃園市空服員職業工會在與中華航空協商破局後，內部通過投票發起罷工，抗議資方片面要求空服員簽署責任制約定書，導致空服員休息時數不足而過勞；並提出提高津貼、保障年休、實施雙向考評、給與工會幹部事務假等訴求。起初華航董事長孫洪祥為首的資方高層態度強硬、不願妥協，因此遭到行政院撤換；新任董事長何煖軒等上任後積極與工會協商，並悉數接受工會大部分訴求，罷工落幕。
本次事件是蔡政府任內最大型的罷工事件、也是台灣史上少數的大規模勞工抗爭，影響逾百航班、旅遊業損失至少新臺幣五千萬元，更間接影響了日後的長榮空服員罷工以及華航機師罷工；期間亦因適逢總統出訪友邦，專機成為華航唯一起飛的航班而引發爭議，總統蔡英文也放軟姿態，要求政府誠懇面對。

#### 肯定蔣經國
2022年1月，總統蔡英文在出席經國七海文化園區和蔣經國總統圖書館開幕式時致詞表示「前總統蔣經國生前所堅定秉持的『抗共保台』是當前台灣人民最大的共識」，引起執政黨內部及獨派團體的強烈反彈，前總統府副秘書長姚人多、民進黨前立委段宜康和台灣基進等泛綠陣營人士均批評蔡公開肯定獨裁者是對轉型正義的嚴重傷害；中國國民黨亦批評蔡英文此舉僅是想爭取中間及泛藍選民的支持，如此心口不一根本無助化解社會分歧。

## 施政滿意度調查
針對蔡政府的施政滿意度調查，綜合各家民調機構數據結果，自其就職百日時約為滿意四成、不滿意三成五；之後隨著各項改革推動，滿意度持續下滑、不滿意度並節節攀升，至一週年時已達滿意三成、不滿意六成。
蔡政府的施政滿意度在2018年地方選舉後跌至任內最低、同時不滿意度也創新高，彼時滿意二成、不滿意七成；然而2019年香港反送中事件發生後，其滿意度逐漸攀升，並於2020總統大選前夕回升至滿意五成、不滿意三成，最終贏得連任。
2020年初COVID-19疫情爆發初期，蔡政府因防疫得當，施政滿意度達七成創下新高，不滿意度僅二成；直至2022年地方選舉前夕才回落至五成滿意。
2023年5月，執政七周年蔡政府滿意度約五成，是繼李登輝之後第二位最後一年施政滿意度過半的民選總統。2024年卸任前夕，蔡英文仍維持五成滿意度，與前二任總統陳水扁、馬英九卸任前民調低落形成強烈對比，最終並成功交棒給同黨籍總統候選人，創下同一政黨執政超過八年的首例。

## 外部連結
- 2016.05.20第十四任總統、副總統宣誓就職典禮全紀錄 （页面存档备份，存于），中華民國總統府Youtube頻道
- 2020.05.20第十五任總統、副總統宣誓就職典禮全紀錄，中華民國總統府Youtube頻道
- 第十四任總統、副總統就職國宴，中華民國總統府Youtube頻道
- 變局下的台灣 TAIWAN IN TRANSITION （页面存档备份，存于），《鏡新聞》Youtube頻道
- 小英總統這八年，《TVBS新聞》蔡英文總統卸任專訪—TVBS選新聞Youtube頻道

| 前任： 馬英九政府 | 行憲以後的中華民國政府 2016年5月20日—2024年5月19日 | 繼任： 賴清德政府 |

## 腳註